# Los Ramos
Los Ramos es una pedanía perteneciente al municipio de Murcia (España), dentro del área sub-comarcal denominada Cordillera Sur. Cuenta con una población de 3.458 habitantes (INE 2019) y una extensión de 6,7 km². Se encuentra a 6 km del centro de Murcia y se sitúa a una altitud media de 50 metros sobre el nivel del mar. 
Aunque la historia de Los Ramos comienza documentalmente en el siglo XIX, aún quedan en los parajes de montaña cercanos a la población restos del antiguo Castillo de Tabala, vestigios que si bien apenas son visibles nos aportan gran información sobre las líneas de fortalezas que se ubicaron a lo largo de la zona sur de la huerta murciana en época medieval. 

## Geografía
Limita con:
- al norte: Santa Cruz y Alquerías
- al este: Zeneta y Cañadas de San Pedro
- al oeste: Llano de Brujas y Torreagüera
- al sur: Torreagüera y Cañadas de San Pedro.

## Historia
La historia de la pedanía de Los Ramos apenas se remonta, con base documental, a los datos que los diccionarios geográficos del siglo XIX nos aportan.
Aunque no sabemos en qué momento concreto la población llegó a ser constituida como pedanía, sí sabemos que esta surgió a partir de un caserío anejo de la vecina Torreagüera, dispersándose su población entre los parajes de su huerta. La línea férrea separaba el núcleo principal de Los Ramos del Rincón de Almodóvar y el paraje de Rocamora.
De época más antigua quedan unos restos arqueológicos en las afueras de la población, en las faldas de cabezos rocosos que se erigían sobre el nudo de comunicaciones que discurría entre Los Ramos, Alquerías y Zeneta, estas dos últimas poblaciones muy cercanas a Orihuela.
Aunque Los Ramos es una pedanía relativamente joven, ya que se reconoce como lugar con entidad a partir del siglo XIX, en sus inmediaciones existen rastros arqueológicos que reafirman la importancia en época medieval de la zona y de poblaciones vecinas como Alquerías.
Castillo de Tabala
Los restos del Castillo de Tabala se encuentran en la confluencia de las pedanías de Alquerías, Los Ramos y Zeneta, cerca de la conocida como boquera de Tabala, que conecta con la vereda homónima y que forma parte de los antiguos caminos que conducían hasta Orihuela y que hoy día quedan dentro de las huertas de Los Ramos y Alquerías, cuya senda de Tabala conduce a la ermita de la Virgen del Olivo.
Para proteger y vigilar estos pasos, debió alzarse este castillo del que hoy día quedan unas pocas huellas en los cabezos rocosos de los pies de los nudos de comunicaciones mencionados.
Este castillo, cuya cronología puede retrotraerse al siglo IX, formaría parte de unas líneas defensivas del sur de la huerta de Murcia que incluirían fortalezas como las de Sucina, Cabezo del Moro, Los Garres o el Puerto del Garruchal.
Lugar fronterizo
Algunas fuentes árabes citan el castillo de Tabala junto a las fortalezas de Beni Mongit y Borch Negari. Sin duda el antiguo reino musulmán de Tudmir reforzó, a partir del siglo IX y X, los límites con Orihuela, antigua capital del reino, para controlar el nudo de comunicaciones que ya había sido establecido por los antiguos romanos. Siglos después, durante la reconquista cristiana, el que era conocido como Puerto de Tabala sería reforzado en sus estructuras defensivas, emergiendo su valor en época de conflictos entre las coronas de Castilla y Aragón. Pero con los siglos la pequeña fortaleza quedaría abandonada y derruida.
No existen datos históricos que aporten referencias a la historia de la pedanía hasta el siglo XIX, momento en el que Los Ramos aparece siempre como un caserío de algo más de mil habitantes, y áreas como el Rincón de Almodóvar, que hoy día forman parte de la localidad, son descritas también como caseríos. El diccionario de Madoz lo describe como un área donde se cultivaba maíz, trigo, legumbres y algo de regaliz.
El cantonalismo en la zona
Otros datos que nos recuerdan el carácter de Los Ramos como pequeña población sin entidad propia hasta bien entrado el siglo XIX, son los capítulos revolucionarios que protagonizaron las milicias republicanas comandadas por el torreagüereño Antonete Gálvez.
Durante estos episodios sabemos que los destacamentos que comandaba Gálvez procedían, entre otros sitios, del caserío de Los Ramos, que por entonces era anejo del pueblo de Torreagüera.
En el año 2009 se suspendió la circulación ferroviaria de cercanías y media distancia de forma definitiva, dejando incomunicado a este municipio y a la vecina Alquerías.

## Evolución demográfica y económica
A mediados del pasado siglo XX, Los Ramos estaba habitada por unos mil doscientos vecinos en su núcleo principal de población y unos novecientos en su entorno de huerta, con un poblamiento disperso entre sus huertos de cítricos y en el antiguo camino a Orihuela, donde se encuentra la ermita de Nuestra Señora de las Huertas.
Durante muchos años Los Ramos, al igual que Torreagüera, volcaba su desarrollo económico en su actividad agrícola y en concreto en la producción de cítricos, como sucedía en casi todo el valle huertano del Segura.
Junto a las producciones agrícolas emergieron empresas paralelas, como las empresas dedicadas al transporte o las factorías de tratamiento en fresco de los productos agrícolas, así como comercios dedicados al mantenimiento de los cultivos.
La progresiva falta de perspectiva comercial de las explotaciones agrícolas de la zona, debido a la escasez de recursos hídricos, ha ido repercutiendo tanto en la actividad agrícola como en las empresas paralelas.
Hoy Los Ramos es una localidad cuyos recursos económicos se centran de manera especial en el sector servicios, ya sea a través de empresas dedicadas a la construcción o el transporte o diversidad de comercios, unos dedicados a abastecer con sus productos a todo tipo de empresas y otros centrados en la oferta comercial al pequeño consumidor.
La cercanía de la capital murciana invita también a muchos vecinos a escoger esta pequeña población como lugar residencial, hecho que aprovechan los pequeños propietarios para convertir sus ancestrales tierras de cultivo en producciones pequeñas dedicadas al autoabastecimiento o a la venta a vendedores ambulantes.

## Lugares y Monumentos de Interés
- Ermita de Nuestra Señora la Virgen de la Huerta. Se encuentra en el denominado Rincón de Almodovar. En su interior se encuentra la imagen de la Virgen de la Huerta, tallada en 1972 por el escultor ramerense José Antonio Hernández Navarro, cuya romería se realiza cada año durante el mes de mayo desde dicha ermita hasta la iglesia parroquial de San Pedro Apóstol. La Ermita fue consagrada en 1980 y la Coronación Canónica de su virgen se realizó en el año 2000, ante la expectación de alrededor de 5000 personas. Tiene capacidad para albergar en torno a unas 50 personas. Su estructura está compuesta por una nave central y una torre campanario. En el interior de la ermita son destacables diversos aspectos, tales como los hermosos frescos pintados en sus techos, su fastuosa lámpara de cristal (colgada del techo en la parte central del recinto), su órgano de tubo de bellista sonoridad localizado frente al altar, así como su retablo frontal recubierto de láminas de pan de oro.
- Iglesia Parroquial de san Pedro Apóstol. Se encuentra en el centro de la pedanía, junto a la avenida principal. En su interior se puede apreciar una imagen de la Virgen Dolorosa, del Apóstol san Pedro (patrón del pueblo) y, en el altar, una bellisima talla del Cristo Crucificado (Cristo del Gran Amor). La imagen de san Pedro Apóstol es sacada en procesión cada año durante las fiestas patronales, por la onomástica del patrón. Del mismo modo, el Cristo Crucificado es portado cada año por la Procesión del Silencio de Jueves Santo. Ambas tallas son obra de José Antonio Hernández Navarro. La parroquia fue creada por el Excmo. y Rvdmo. Sr. Dr. D. Ramón Sanahuja el 25 de abril de 1957, siendo su primer párroco D. José Meseguer Martínez y bendecida el 17 de marzo de 1968 por el Excmo. y Rvdmo Sr. Dr. D. Miguel Roca Cabanellas. Tiene capacidad para albergar en torno a unas 150 personas. Su estructura está compuesta por una nave central y una torre campanario. En el interior de la iglesia son destacables diversos aspectos, tales como,  sus altos techos, sus grandes oleos representando escenas bíblicas de la vida de Jesucristo e imágenes de Arcángeles, así como el gran fresco pintado en el altar. Este fresco muestra a Jesucristo resucitado cogiendo por las muñecas con una mano a Adán y con la otra a Eva (ambos arrodillados junto a él), y tras de éstos una serie de personajes bíblicos del Antiguo Testamento.
- Caserío de Casablanca. Data de finales del siglo XVIII o principios del XIX. Actualmente, la vivienda se encuentra tapiada y en constante deterioro.
- Torre de Almodóvar. Casa típica señorial de la Huerta Murciana. Data de finales del siglo XVIII o principios del XIX. Propiedad original de los Condes de Almodovar.
- Torre de Rocamora. Perteneciente al Marquesado de Rocamora. También conocida como "Torre de los Miralles", nombre que recibe por sus administradores. Data del siglo XVIII. Es muy característico el palmeral que rodea a la casa-torre, así como la ermita que se encuentra dentro del complejo.
- Casa de Los Macanases. Se encuentra junto a la avenida principal del pueblo. Data de finales del siglo XIX o principios del XX. Propiedad actual de la Familia Macanás Belmonte y mandada a construcción por Pedro Macanás Tomás. Actualmente, la vivienda se encuentra tapiada y en constante deterioro.
- Castillo de Tabala. Construido dentro de la etapa de ocupación musulmana. Data de la segunda mitad del siglo XI y la primera del XII. Denominado como Bien de Interés Cultural de la Región de Murcia. Su establecimiento en estas coordenadas geográficas responde a la comunicación existente por este punto entre el Levante y Andalucía por la zona costera. Con la incorporación del Reino de Murcia a la Corona de Castilla, la fortaleza pasó a formar parte de una red defensiva que controlaba las más importantes vías de comunicación. Esta edificación fue usada durante los siglos XIV y XV a modo de fortificación en los periodos de guerra. Se determina que fue abandonado en torno al siglo XVI dada la poca utilidad militar que suponía. Actualmente, apenas se conservan los muros que rodeaban al castillo y se encuentra en completo abandono.
- Arco Triunfal en Honor a Nuestra Señora la Virgen de la Huerta. Elaborado en 2017 por los alumnos de la Escuela Taller de la Región de Murcia, bajo la idea del escultor e imaginerista José Antonio Hernández Navarro. Se localiza al principio de la Vereda del Chocolate, en Los Ramos. Está fabricado en hierro forjado, en tonalidades verdes y ocres, y se constituye por dos pilares que sostienen dos arcos entrecruzados en la parte superior. En la cúspide del monumento se localiza la insignia de Nuestra Señora la Virgen de la Huerta Coronada y una campana que, de forma automática, toca el "Angelus" cada día. En la cara interior del pilar derecho  está el escudo de Los Ramos y, del mismo modo, en la cara interior del pilar izquierdo, el escudo de la Región de Murcia. Por otra parte, se destaca la inscripción "Hortus Conclusus", del latín, Huerto Cerrado, que hace referencia a la castidad y pureza de la Virgen. El fundamento de este arco reside en la recepción de la imagen de la Virgen de la Huerta durante su romería del mes de mayo con el fin de que, como es tradición y costumbre, al pasar la imagen bajo el arco, cofrades lancen pétalos de rosa y flores desde la parte superior del mismo.

## Ramerenses ilustres
- José Antonio Hernández Navarro, 1954. Escultor nacido en el Rincón de Almodóvar, lugar perteneciente a la pedanía murciana de Los Ramos. Artista autodidacta que cursó estudios en la Escuela de Artes y Oficios de Murcia. Entre otros, ha trabajado con el belenista Pedro Serrano Moñino y con los hermanos Griñán hasta 1986, año en el que pudo abrir su propio taller y dedicarse exclusivamente a la imaginería. La producción de José Antonio, que abarca tres décadas, ha sido muy numerosa, expuesta en un gran número de templos y cofradías de la Región de Murcia especialmente, aunque también en Alicante, Almería e incluso América. En 1996 fue nombrado restaurador oficial de la patrona de Murcia, la Virgen de la Fuensanta. Desde el 2000 es miembro de la Academia de Bellas Artes de Santa María de la Arrixaca.
- Miguel Ángel Hernández Navarro, 1977. Escritor y profesor titular de Historia del Arte de la Universidad de Murcia. Ha sido director del CENDEAC (Centro de Documentación y Estudios Avanzados de Arte Contemporáneo) de Murcia. Entre sus obras literarias destacan: Infraleve: lo que queda en el espejo cuando dejas de mirarte (2004), El bebedor de lágrimas (2008), Demasiado tarde para volver (2008), Cuaderno [...] duelo (2011), Intento de escapada (2013), El instante de peligro (2015) y El dolor de los demás (2018).
- Santiago Navarro Meseguer, 1962. Alcalde pedáneo. Partido Socialista Obrero Español (PSOE). Legislatura desde 2015 a 2017. Actual secretario general de Comisiones Obreras de la Región de Murcia (CC.OO. R.M.)
- Juan Antonio Cárcel López, 1968. Alcalde pedáneo. Partido Popular (PP). Durante dos legislaturas: primera legislatura desde 2008 hasta 2011 y segunda legislatura desde 2011 hasta 2015.
- José Rodriguez Murcia, 1947. Empresario. Fundador en 1984 de Frutas ROMU, S.A., una de las empresas más importantes del país en lo referente a la exportación de cítricos. La sede originaria de la empresa se encuentra en la Vereda de las Palmeras, en Los Ramos.
- José Macanás Pérez, 1953. Futbolista nacido en Los Ramos. Jugaba en la posición de delantero. Jugó para el Real Murcia CF (1971-1972), Real Madrid CF (1972-1978), Hércules de Alicante (1978-1981), regresó al Real Murcia CF (1981-1982) y finalizó su carrera deportiva en el Granada CF (1982-1985).

- Datos: Q5682216